# John Wraw

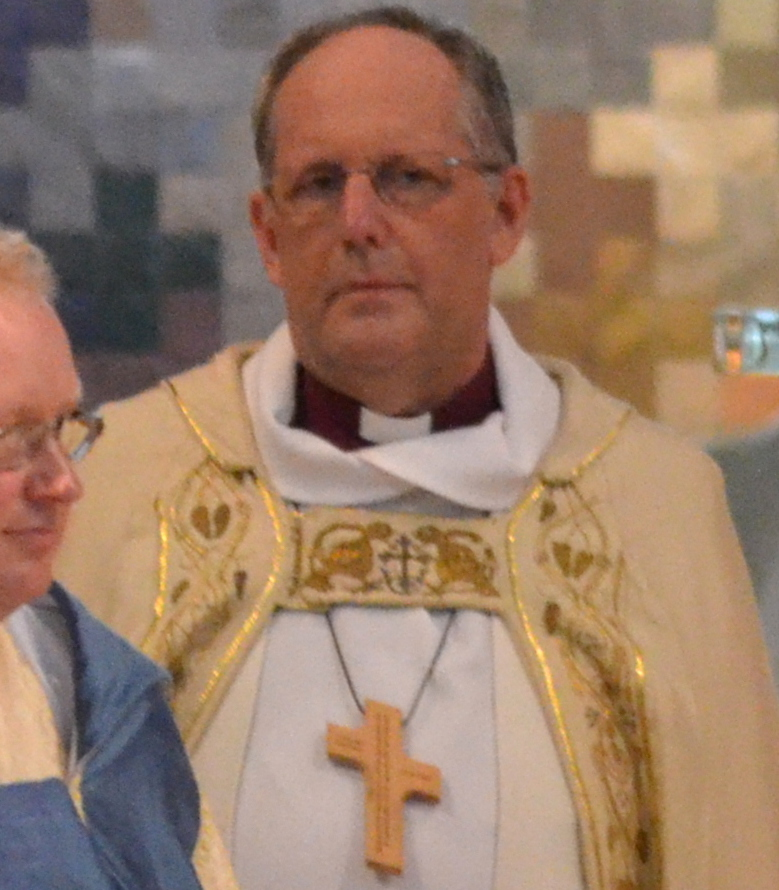
John Wraw (2014)

John Wraw (* 4. Februar 1959; † 25. Juli 2017 in Horndon-on-the-Hill, Grafschaft Essex, Vereinigtes Königreich) war ein britischer anglikanischer Theologe. Er war von 2012 bis zu seinem Tode im Juli 2017 Bischof von Bradwell in der Diözese Chelmsford in der Church of England.

## Leben
John Michael Wraw wurde in der britischen Grafschaft Hampshire geboren; er wuchs in Chester auf. Er studierte Rechtswissenschaften am Lincoln College der Universität Oxford. Zur Vorbereitung auf das Priesteramt besuchte er das Fitzwilliam College der Universität Cambridge und studierte Theologie am Theologischen College Ridley Hall in Cambridge.
Im Juni 1985 wurde er im Rahmen der „Petertide Ordinations“ von John Eastaugh, dem Bischof von Hereford, in der Hereford Cathedral zum Diakon geweiht. Im Juni 1986 folgte die Priesterweihe durch Mark Wood, den Bischof von Ludlow, ebenfalls in der Hereford Cathedral. Seine Kirchenlaufbahn begann er als Pfarrvikar (Curate) in Bromyard in der Grafschaft Herefordshire. Er ging dann als „Team Vicar“ von Sheffield Manor nach South Yorkshire (1988–1992). Anschließend war er 1992–2001 Pfarrer (Vicar) der St James’ Church in Clifton, South Yorkshire, und Pfarrer und Pfarradministrator (Priest-in-Charge) von Wickersley (2001–2004). Während seiner Amtszeit in Wickersley war er Vorsitzender des „Diocesan Faith and Justice Committee“ und der „Voluntary Action Rotherham“. In dieser Zeit war er außerdem Gebietsdekan (Area Dean) von Rotherham (1998–2004) und Ehrenkanoniker (Honorary Canon; Chorherr) der Sheffield Cathedral (2001–2004). Ab 2004 übte er, bis zu seiner Bischofsweihe, das Amts des Archidiakons (Archdeacon; Vorsteher eines Kirchensprengels) von Wilts in der Diözese von Salisbury aus und war Mitglied und Vorsitzender (Board Member/Chair) der „Wiltshire Local Strategic Partnership“ und der „Wiltshire Assembly“. Er war außerdem Vorsitzender des „Learning for Discipleship and Ministry Council“, welches für die Ausbildung von Priestern und Laien und für die Fort- und Weiterbildungsprogramm für Laien in Salisbury verantwortlich war.
Im Juli 2011 wurde Wraws Ernennung zum Suffraganbischof von Bradwell in der Diözese von Chelmsford bekanntgegeben; er wurde in dieser Funktion Nachfolger von Laurie Green, der Ende Februar 2011 in den Ruhestand getreten war. Wraws Zuständigkeit als Suffraganbischof umfasste 145 Gemeinden im Süden und Osten der Grafschaft Essex. Am 25. Januar 2012 wurde Wraw, während eines Gottesdienstes in der St Paul’s Cathedral in London, von Rowan Williams, dem damaligen Erzbischof von Canterbury, zum Bischof geweiht. Am 29. Januar 2012 wurde er während eines Gottesdienstes in der Chelmsford Cathedral von Stephen Cottrell, dem Diözesanbischof von Chelmsford, feierlich in sein Amt eingeführt.

## Positionen
Wraw unterstützte die Frauenordination in der Anglikanischen Kirche und ihre Weihe zu Diakoninnen, Priesterinnen und Bischöfinnenn. Im Februar 2017 erklärte er seine Unterstützung für gleichgeschlechtliche Ehen und gleichgeschlechtliche Partnerschaften durch Segnungen, Gebete, öffentliche Feiern und Bekräftigungen innerhalb von religiösen Zeremonien.

## Privates und Tod
Wraw war seit 1981 mit Gillian Wraw verheiratet; aus der Ehe gingen vier, mittlerweile erwachsene, Kinder hervor. Zu seinen Interessen und Hobbys gehörten Theater und Spazierengehen. Von 2009 bis 2010 gehörte er zur Mannschaft des „Clipper Round the World Yacht Race“.
Im Juni 2014 gab Wraw bekannt, dass bei ihm ein Multiples Myelom diagnostiziert worden war; in der Folgezeit unterzog er sich mehreren Chemotherapien und nahm sich eine temporäre Auszeit von seinem Amt, um sich ganz der medizinischen Behandlung zu widmen. Im Juni 2015 erklärte Wraw, dass er seine Amtsgeschäfte nach einer Stammzellentransplantation in vollem Umfang wieder aufnehmen werde.
Im Februar 2017 gab Wraw schließlich bekannt, dass seine Krebserkrankung mittlerweile unheilbar sei und er bereits palliativmedizinisch behandelt werde; sein Amt wollte er jedoch bis Ostern 2017 uneingeschränkt weiter ausüben. Seine Amtsgeschäfte führte er, soweit es sein Gesundheitszustand zuließ, auch bis unmittelbar vor seinem Tode aus. Wraw starb, weiterhin noch im Amt, am 25. Juli 2017 in den frühen Morgenstunden in seinem Haus in Essex im Schlaf.